# گاه‌شمار تاریخ جهان
گاهشمار تاریخ جهان از ابتدای تشکیل عالم تا زمان حال.

## پیدایش گیتی
- اعداد نمایان‌گر تعداد سال گذشته هستند.
- ۱۳٬۸۰۰٬۰۰۰٬۰۰۰ بیگ بنگ (انفجار بزرگ یا مه‌بانگ)، ایجاد تمام ذرات ماده و پادماده مشابه، و قوانین فیزیک حاکم بر برهم کنش آنها. انبساط و سرد شدن فضا، تشکیل جهان قابل مشاهده، کهکشان‌ها، منظومه شمسی، ستارگان، سیارات، قمرها، سیارک‌ها و دنباله‌دارها
- ۱۳٬۵۵۰٬۰۰۰٬۰۰۰ اشتعال ستارگان هیدروژنی، غوطه‌ور شدن جهان در نخستین نور طلوع کیهانی، اولین کهکشان‌های ستاره‌ای که ۴۰۰ میلیون سال پس از انفجار بزرگ شکل گرفته‌اند. هلیوم در ستارگان ذوب شده به کربن، منجر به سنتز هسته ستاره‌ای همه عناصر می‌شود.
- ۱۲٬۲۰۰٬۰۰۰٬۰۰۰ اولین آب: بخار بین ستاره‌ای و انباشت اکسیژن
- ۱۲٬۰۰۰٬۰۰۰٬۰۰۰ شکل‌گیری کهکشان راه شیری: یک دیسک تاب خورده از ۱۰۰ میلیارد ستاره که اکنون یکی از ۲ تریلیون کهکشان در کیهان قابل مشاهده است.
- ۴٬۵۷۰٬۰۰۰٬۰۰۰ تشکیل خورشید و منظومه شمسی در کهکشان راه شیری که هر ۲۴۰ میلیون سال یکبار به دور یک سیاهچاله بسیار پرجرم در مرکز کهکشانی خود می‌چرخد.
- ۴٬۵۱۰٬۰۰۰٬۰۰۰ شکل‌گیری ماه از برخورد یک غول پیکر با زمین اولیه
- ۴٬۵۰۰٬۰۰۰٬۰۰۰ تشکیل سیاره زمین با ۵۱۰ میلیون کیلومتر مربع مساحت، چرخش به دور خورشید در یک چرخه سالانه، چرخش به سمت شرق در یک چرخه روزانه حول یک محور کج شده که فصول قطبی مخالف را ایجاد می‌کند.
- ۴٬۴۰۰٬۰۰۰٬۰۰۰ تشکیل اقیانوس‌های زمین و جو مرطوب، محافظت شده از باد خورشیدی و پرتوهای کیهانی توسط مگنتوسفر زمین که توسط هسته آهنی آن ایجاد می‌شود.
- ۴٬۴۰۰٬۰۰۰٬۰۰۰ اولین فرورانش پوسته زمین، زمین ساخت صفحات قاره ای تا ۳ میلیارد سال پیش، منحصر به فرد زمین در منظومه شمسی

## نیای انسان و فرگشت

### فرگشت بر روری زمین
- ۴٬۱۰۰٬۰۰۰٬۰۰۰ اولین زندگی روی زمین: آرکی‌ها پروکاریوتی تک سلولی، (۴٫۲ تا ۳٫۸ میلیارد سال) پیش (پیشازیستی)
- ۳٬۵۰۰٬۰۰۰٬۰۰۰ باکتری فتوسنتز کننده در میان آرکی‌ها
- ۳٬۴۰۰٬۰۰۰٬۰۰۰ اولین اکسیژن اتمسفر، موجود در سطوح پایین
- ۳٬۲۰۰٬۰۰۰٬۰۰۰ ظهوراولین قاره‌های زمین از اقیانوس (Archean Eon, 3.2 تا ۳٫۳ میلیارد سال پیش)
- ۲٬۳۳۰٬۰۰۰٬۰۰۰ رویداد بزرگ اکسیژن رسانی: ۱–۱۰ میلیون سال اکسیژن اتمسفر به سرعت انباشته شده (اون پروتروزوییک)، محصول فتوسنتز، منبع انرژی برای زندگی پیچیده
- ۲٬۱۰۰٬۰۰۰٬۰۰۰ اولین سلول‌های زندگی چند سلولی، با پاسخ‌های هماهنگ بین سلولی (یونرورروزوئیک)
- ۱٬۷۰۰٬۰۰۰٬۰۰۰ اولین یوکاریوت در میان پروکاریوتها که از ادغام آرکی‌ها با یک باکتری به وجود آمده‌اند: تولید مثل جنسی با میوز و نوترکیب (پروتروزوئیک ائون)
- ۸۹۰٬۰۰۰٬۰۰۰ اولین متازوآ - جانوران - در میان یوکاریوت‌ها: اسفنج‌ها، سپس کرم‌ها و چتر دریایی (پروتروزوئیک یون)، قبل از قسمت‌های زمین گوی برفی از یخبندان در سراسر جهان
- ۷۰۰٬۰۰۰٬۰۰۰ رویداد اکسیژن رسانی نئوپروتروزوییک: ۱۰۰ میلیون سال افزایش فتوسنتز با افزایش روزها با کاهش سرعت چرخش زمین و بهبود شرایط برای زندگی جانوران با ساختمان پیچیده
- ۵۵۰٬۰۰۰٬۰۰۰ اولین چشم شناخته شده: چشم‌های مرکب تریلوبیت‌ها (دوران ادیاکران-کامبرین) درک بصری که تنوع حیوانات را کاتالیز می‌کند. چشم‌های ساقه‌ای ۵۲۰ میلیون سال پیش
- ۵۴۰٬۰۰۰٬۰۰۰ گسترش در تنوع حیوانات (اولین دوره کامبرین)، از جمله دهان‌دومیان که در میان متازوئرها ظاهر می‌شود: بدن کیسه مانند کوچک با دهانه‌های متعدد
- ۵۳۵٬۰۰۰٬۰۰۰ اولین آکورد در بین دوتروستوم‌ها (دوره کامبرین اولیه): نوتوکورد و شکاف آبشش حلقی
- ۵۰۰٬۰۰۰٬۰۰۰ اولین استعمار زمین، توسط گیاهان جلبکی کامبرین میانی، احتمالاً توسط قارچ‌ها ممکن شده‌است.
- ۴۸۰٬۰۰۰٬۰۰۰ انشعاب مهره‌داران در میان آکوردها (دوره اردویسین): آبزی با اسکلت معدنی، زره و فلس
- ۴۴۵٬۰۰۰٬۰۰۰ انقراض دسته جمعی در دو پالس در طول ۱ میلیون سال، (رویداد انقراض اردویسین–سیلورین) حذف بیش از سه چهارم از همه گونه‌ها (اردویسین پسین)، مرتبط با فعالیت‌های آتشفشانی
- ۴۰۷٬۰۰۰٬۰۰۰ اولین ساقه چوبی گیاهان آوندی (دوونی اولیه) ← تکامل ناشی از محدودیت‌های هیدرولیکی، گیاهان از پیش سازگار با مورفولوژی‌های بلندتر
- ۳۹۴٬۰۰۰٬۰۰۰ اولین چهارپایان در میان مهره‌داران (دوره دونین): اندام جایگزین باله‌های جفت شده. هنوز کاملاً آبی
- ۳۸۵٬۰۰۰٬۰۰۰ قدیمی‌ترین جنگل‌ها (دوران دونین، قاهره، نیویورک، آمریکای شمالی) → افزایش O2 اتمسفر و کاهش CO2
- ۳۷۵٬۰۰۰٬۰۰۰ انقراض دسته جمعی در مجموعه ای از مقاطع در طول ۲۰ میلیون سال، (رویداد انقراض دونین پسین) از بین بردن بیش از دو سوم از همه گونه‌ها (دوونین پسین)، مرتبط با سرد شدن آب و هوا
- ۳۵۰٬۰۰۰٬۰۰۰ اولین مهره‌داران زمینی (دوره کربنیفر): چهارپایان دوزیستان نیمه آبزی
- ۳۴۰٬۰۰۰٬۰۰۰ اولین مهره‌داران چهارپایا کاملاً زمینی، تخم‌گذاری آمنیوت (اوایل دوره کربونیفر)
- ۲۵۱٬۹۰۰٬۰۰۰ بزرگ‌ترین انقراض دسته جمعی زمین، رویداد انقراض پرمین–تریاس حذف نه دهم از همه گونه‌ها در طول ۶۱ هزار سال (انتقال پرمین-تریاس)، ناشی از انتشار CO2 آتشفشانی داغ و اسیدی از منطقه سیبرین تریپز
- ۲۵۰٬۰۰۰٬۰۰۰ اولین تولید صدا و شنوایی موجودات زنده، توسط حشرات کاتیدید (پرمین یا تریاس). نظارت، نمایش و سیگنال دهی
- ۲۳۳٬۰۰۰٬۰۰۰ طلوع دنیای مدرن: چرخش بیولوژیکی عمده مرتبط با آتشفشان (تریاس پسین) ← تنوع سریع و پیدایش مخروطیان، حشرات، دایناسورها، خزندگان و پستانداران
- ۲۰۱٬۳۰۰٬۰۰۰ رویداد انقراض دسته جمعی، از بین بردن بیش از دو سوم از همه گونه‌ها (انتقال تریاس-ژوراسیک)، مرتبط با CO2 آتشفشانی